# Seconda Divisione 1937-1938
La Seconda Divisione 1937-1938 è stato il secondo e ultimo torneo a carattere regionale di quell’edizione del campionato italiano di calcio.
La gestione di questo campionato era affidata ai "direttori regionali", che li organizzavano autonomamente, con la possibilità di ripartire le squadre su più gironi tenendo in alta considerazione le distanze chilometriche, le strade di principale comunicazione e i mezzi di trasporto dell'epoca.

## Piemonte
Direttorio I Zona (Piemonte).

### Girone unico

#### Squadre partecipanti
| Squadra                                          | Città (provincia)     | Stagione precedente |
| ------------------------------------------------ | --------------------- | ------------------- |
| A.C. Aosta (B = riserve)                         | Aosta                 |                     |
| U.S. Ardita                                      | Torino                |                     |
| U.S. Carmagnolese                                | Carmagnola (TO)       |                     |
| G.S.Dop. Ciriè                                   | Cirié (TO)            |                     |
| G.S. Gutermann                                   | Perosa Argentina (TO) |                     |
| G.S. Lancia                                      | Torino                |                     |
| Juventus (C = allievi)                           | Torino                |                     |
| U.S. Pro Vercelli (C = allievi)                  | Vercelli              |                     |
| G.S. SNIA Viscosa Abbadia di Stura (B = riserve) | Torino (TO)           |                     |

#### Classifica finale
|  | Pos. | Squadra | Pt | G  | V | N | P | GF | GS | DR |
|  | ---- | ------- | -- | -- | - | - | - | -- | -- | -- |
|  | 1.   |         | ?? | ?? |   |   |   |    |    |    |
|  | 2.   |         | ?? | ?? |   |   |   |    |    |    |
|  | 3.   |         | ?? | ?? |   |   |   |    |    |    |
|  | 4.   |         | ?? | ?? |   |   |   |    |    |    |
|  | 5.   |         | ?? | ?? |   |   |   |    |    |    |
|  | 6.   |         | ?? | ?? |   |   |   |    |    |    |
|  | 7.   |         | ?? | ?? |   |   |   |    |    |    |
|  | 8.   |         | ?? | ?? |   |   |   |    |    |    |
|  | 9.   |         | ?? | ?? |   |   |   |    |    |    |

Legenda:
      Ammesso alle finali regionali.
Regolamento:
Due punti a vittoria, uno a pareggio, zero a sconfitta.
Pari merito in caso di pari punti.

## Lombardia
Direttorio II Zona (Lombardia).

### Girone A

#### Squadre partecipanti
| Squadra                                 | Città (provincia)            | Stagione precedente                         |
| --------------------------------------- | ---------------------------- | ------------------------------------------- |
| U.S. Cremonese (C = allievi)            | Cremona                      |                                             |
| G.S. Galbani-U.S. Melzese (B = riserve) | Melzo (MI)                   |                                             |
| G.S. Industria Chimica                  | Melegnano (MI)               |                                             |
| U.S. Melegnanese                        | Melegnano (MI)               |                                             |
| A.S. Milan (C = allievi)                | Milano                       | 6º nel girone D della 2ª Divisione Lombarda |
| Dop. Rurale                             | Pandino (CR)                 |                                             |
| U.S. Sancolombanese                     | San Colombano al Lambro (MI) |                                             |
| Sant'Angelo Sportiva                    | Sant'Angelo Lodigiano (MI)   |                                             |

#### Classifica finale
|  | Pos. | Squadra              | Pt | G  | V | N | P | GF | GS | DR |
|  | ---- | -------------------- | -- | -- | - | - | - | -- | -- | -- |
|  | 1.   | Melegnanese          | 19 | 14 |   |   |   |    |    |    |
|  | 2.   | Industria Chimica    | 16 | 14 |   |   |   |    |    |    |
|  | 2.   | Sant'Angelo Sportiva | 16 | 14 |   |   |   |    |    |    |
|  | 4.   | Rurale               | 12 | 14 |   |   |   |    |    |    |
|  | 4.   | Galbani-Melzese B    | 10 | 14 |   |   |   |    |    |    |
|  | 6.   | Sancolombanese       | 8  | 14 |   |   |   |    |    |    |
|  | 7.   | Cremonese C          | 3  | 14 |   |   |   |    |    |    |
|  | 8.   | Milan C              | 1  | 14 |   |   |   |    |    |    |

Legenda:
      Ammesso alle semifinali regionali.
Regolamento:
Due punti a vittoria, uno a pareggio, zero a sconfitta.
Pari merito in caso di pari punti.

### Girone B

#### Squadre partecipanti
| Squadra                       | Città (provincia)          | Stagione precedente |
| ----------------------------- | -------------------------- | ------------------- |
| S.S. Brugherio                | Brugherio (MI)             |                     |
| U.S. Caratese (B = riserve)   | Carate Brianza (MI)        |                     |
| ?.?. Cernusco                 | Cernusco sul Naviglio (MI) |                     |
| U.S. Cusano Milanino          | Cusano Milanino (MI)       |                     |
| S.S. La Folgore (B = riserve) | Cesano Maderno (MI)        |                     |
| A.S. Impero                   | Mariano Comense (CO)       |                     |
| Dop. Singer                   | Monza (MI)                 |                     |
| A.S. Snia Viscosa             | Cesano Maderno (MI)        |                     |

#### Classifica finale
|  | Pos. | Squadra   | Pt | G  | V | N | P | GF | GS | DR |
|  | ---- | --------- | -- | -- | - | - | - | -- | -- | -- |
|  | 1.   | Brugherio | ?? | ?? |   |   |   |    |    |    |
|  | 2.   |           | ?? | ?? |   |   |   |    |    |    |
|  | 3.   |           | ?? | ?? |   |   |   |    |    |    |
|  | 4.   |           | ?? | ?? |   |   |   |    |    |    |
|  | 5.   |           | ?? | ?? |   |   |   |    |    |    |
|  | 6.   |           | ?? | ?? |   |   |   |    |    |    |
|  | 7.   |           | ?? | ?? |   |   |   |    |    |    |
|  | 8.   |           | ?? | ?? |   |   |   |    |    |    |

Legenda:
      Ammesso alle semifinali regionali.
Regolamento:
Due punti a vittoria, uno a pareggio, zero a sconfitta.
Pari merito in caso di pari punti.

#### Spareggio per il primo posto in classifica
- Alle finali va il Brugherio (dopo qualificazioni con Cusano-Milanino e Impero)

### Girone C

#### Squadre partecipanti
| Squadra                                  | Città (provincia)       | Stagione precedente |
| ---------------------------------------- | ----------------------- | ------------------- |
| D.A. Alfa Romeo (B = riserve)            | Milano                  |                     |
| S.S. Alleanza (B = riserve)              | Milano                  |                     |
| G.S. Dop. Ernesto Breda (B = riserve)    | Sesto San Giovanni (MI) |                     |
| U.S. Cassolese "Gino Villani"            | Cassolnovo (PV)         |                     |
| G.S. Fiamma Cremisi (B = riserve)        | Milano                  |                     |
| G.S. Dop. Isotta Fraschini (B = riserve) | Milano                  |                     |
| D.A. Pirelli (B = riserve)               | Milano-Bicocca          |                     |
| Robbio                                   | Robbio (PV)             |                     |

#### Classifica finale
|  | Pos. | Squadra               | Pt | G  | V | N | P | GF | GS | DR |
|  | ---- | --------------------- | -- | -- | - | - | - | -- | -- | -- |
|  | 1.   | Cassolese "G.Villani" | ?? | ?? |   |   |   |    |    |    |
|  | 2.   |                       | ?? | ?? |   |   |   |    |    |    |
|  | 3.   |                       | ?? | ?? |   |   |   |    |    |    |
|  | 4.   |                       | ?? | ?? |   |   |   |    |    |    |
|  | 5.   |                       | ?? | ?? |   |   |   |    |    |    |
|  | 6.   |                       | ?? | ?? |   |   |   |    |    |    |
|  | 7.   |                       | ?? | ?? |   |   |   |    |    |    |
|  | 8.   |                       | ?? | ?? |   |   |   |    |    |    |

Legenda:
      Ammesso alle semifinali regionali.
Regolamento:
Due punti a vittoria, uno a pareggio, zero a sconfitta.
Pari merito in caso di pari punti.

### Girone D

#### Squadre partecipanti
| Squadra                                  | Città (provincia)     | Stagione precedente |
| ---------------------------------------- | --------------------- | ------------------- |
| U.S. Ardens (B = riserve)                | Bergamo               |                     |
| Atalanta Bergamasca Calcio (C = allievi) | Bergamo               |                     |
| Chiari F.C.                              | Chiari (BS)           |                     |
| S.S. Dalmine                             | Dalmine (BG)          |                     |
| S.S. Pro Ponte (B = riserve)             | Ponte San Pietro (BG) |                     |
| D.A. Cartiere Pigna                      | Alzano Lombardo (BG)  |                     |
| C.S. Trevigliese (B = riserve)           | Treviglio (BG)        |                     |

#### Classifica finale
|  | Pos. | Squadra             | Pt | G  | V | N | P | GF | GS | DR  |
|  | ---- | ------------------- | -- | -- | - | - | - | -- | -- | --- |
|  | 1.   | Dop. Cartiere Pigna | 19 | 12 | 9 | 1 | 2 | 51 | 6  | +45 |
|  | 2.   | Chiari              | 17 | 12 | 8 | 1 | 3 | 22 | 13 | +9  |
|  | 3.   | Dalmine             | 15 | 12 | 6 | 3 | 3 | 26 | 25 | +1  |
|  | 4.   | Atalanta C          | 10 | 12 | 5 | 0 | 7 | 14 | 17 | -3  |
|  | 5.   | Pro Ponte B         | 9  | 12 | 4 | 1 | 7 | 21 | 39 | -18 |
|  | 5.   | Ardens B            | 9  | 12 | 2 | 5 | 5 | 9  | 16 | -7  |
|  | 7.   | Trevigliese B       | 5  | 12 | 2 | 1 | 9 | 9  | 36 | -27 |

Legenda:
      Ammesso alle semifinali regionali.
Regolamento:
Due punti a vittoria, uno a pareggio, zero a sconfitta.
Pari merito in caso di pari punti.

### Girone E

#### Squadre partecipanti
| Squadra                  | Città (provincia) | Stagione precedente |
| ------------------------ | ----------------- | ------------------- |
| U.S. Bellanese           | Bellano (CO)      |                     |
| Dop. Chiavenna           | Chiavenna (SO)    |                     |
| A.C. Lecco (C = allievi) | Lecco (CO)        |                     |
| U.S. Morbegnese          | Morbegno (SO)     |                     |
| Dop. Redaelli Dervio     | Dervio (CO)       |                     |
| Sondrio Sportiva         | Sondrio           |                     |
| U.S. Tiranese            | Tirano (SO)       |                     |

#### Classifica finale
|  | Pos. | Squadra         | Pt | G  | V | N | P  | GF | GS | DR  |
|  | ---- | --------------- | -- | -- | - | - | -- | -- | -- | --- |
|  | 1.   | Morbegnese      | 19 | 11 | 9 | 1 | 1  | 36 | 12 | +24 |
|  | 2.   | Bellanese       | 16 | 12 | 8 | 0 | 4  |    |    |     |
|  | 3.   | Lecco B         | 14 | 12 | 7 | 0 | 5  |    |    |     |
|  | 4.   | Tiranese        | 12 | 12 | 5 | 2 | 5  |    |    |     |
|  | 5.   | Sondrio         | 11 | 12 | 4 | 3 | 5  | 28 | 30 | -2  |
|  | 6.   | Redaelli Dervio | 9  | 11 | 4 | 1 | 6  |    |    |     |
|  | 7.   | Chiavenna       | 1  | 12 | 0 | 1 | 11 |    |    |     |

Legenda:
      Ammesso alle semifinali regionali.
Regolamento:
Due punti a vittoria, uno a pareggio, zero a sconfitta.
Pari merito in caso di pari punti.
Note:
Dervio e Morbegnese una partita in meno.

### Girone F

#### Squadre partecipanti
| Squadra                               | Città (provincia)  | Stagione precedente |
| ------------------------------------- | ------------------ | ------------------- |
| U.S. Bollatese                        | Bollate (MI)       |                     |
| Filatura di Turate                    | Turate (CO)        |                     |
| S.G. Gallaratese (B = riserve)        | Gallarate (VA)     |                     |
| A.C. Luino                            | Luino (VA)         |                     |
| Phonola                               | Saronno (VA)       |                     |
| Postelegrafonici                      | Varese             |                     |
| G.S. S.I.A.I. Marchetti (B = riserve) | Sesto Calende (VA) |                     |
| F.G.C. Tradate                        | Tradate (VA)       |                     |

#### Classifica finale
|  | Pos. | Squadra   | Pt | G  | V | N | P | GF | GS | DR |
|  | ---- | --------- | -- | -- | - | - | - | -- | -- | -- |
|  | 1.   | Bollatese | ?? | ?? |   |   |   |    |    |    |
|  | 2.   |           | ?? | ?? |   |   |   |    |    |    |
|  | 3.   |           | ?? | ?? |   |   |   |    |    |    |
|  | 4.   |           | ?? | ?? |   |   |   |    |    |    |
|  | 5.   |           | ?? | ?? |   |   |   |    |    |    |
|  | 6.   | Luino     | ?? | ?? |   |   |   |    |    |    |
|  | 7.   |           | ?? | ?? |   |   |   |    |    |    |
|  | 8.   |           | ?? | ?? |   |   |   |    |    |    |

Legenda:
      Ammesso alle semifinali regionali.
Regolamento:
Due punti a vittoria, uno a pareggio, zero a sconfitta.
Pari merito in caso di pari punti.

### Girone semifinale A

#### Classifica finale
|  | Pos. | Squadra               | Pt | G | V | N | P | GF | GS | DR |
|  | ---- | --------------------- | -- | - | - | - | - | -- | -- | -- |
|  | 1.   | Cassolese "G.Villani" | ?  |   |   |   |   |    |    |    |
|  | ?.   | Melegnanese           | ?  |   |   |   |   |    |    |    |
|  | ?.   | Bollatese             | ?  |   |   |   |   |    |    |    |

Legenda:
      Ammesso alla finale per la promozione.
Regolamento:
Due punti a vittoria, uno a pareggio, zero a sconfitta.
Pari merito in caso di pari punti.

### Girone semifinale B

#### Classifica finale
|  | Pos. | Squadra             | Pt | G | V | N | P | GF | GS | DR |
|  | ---- | ------------------- | -- | - | - | - | - | -- | -- | -- |
|  | 1.   | Brugherio           | ?  |   |   |   |   |    |    |    |
|  | ?.   | Morbegnese          | ?  |   |   |   |   |    |    |    |
|  | ?.   | Dop. Cartiere Pigna | ?  |   |   |   |   |    |    |    |

Legenda:
      Ammesso alla finale per la promozione.
Regolamento:
Due punti a vittoria, uno a pareggio, zero a sconfitta.
Pari merito in caso di pari punti.

### Finale
- Brugherio
- Cassolese "G.Villani"

## Veneto
Direttorio III Zona (Veneto).

### Girone unico

#### Squadre partecipanti
| Squadra                             | Città (provincia)      | Stagione precedente     |
| ----------------------------------- | ---------------------- | ----------------------- |
| S.S. Adriese                        | Adria (RO)             |                         |
| U.S. Bassanello                     | Padova                 |                         |
| Dop. Comunale Ceggia Sezione Calcio | Ceggia (VE)            |                         |
| A.F.C. Mestre (B = riserve)         | Venezia-Mestre         |                         |
| G.S.F. Rovigo (B = riserve)         | Rovigo                 |                         |
| Dop. Az. S.A.F.F.A.                 | Este (PD)              |                         |
| A.C. San Donà                       | San Donà di Piave (VE) | Sezione Propaganda FIGC |
| A.F.C. Venezia (C = allievi)        | Venezia                |                         |

#### Classifica finale
|  | Pos. | Squadra    | Pt | G  | V | N | P  | GF | GS | DR  |
|  | ---- | ---------- | -- | -- | - | - | -- | -- | -- | --- |
|  | 1.   | San Donà   | 18 | 14 | 8 | 2 | 4  | 28 | 18 | +10 |
|  | 1.   | S.A.F.F.A. | 18 | 14 | 8 | 2 | 4  | 31 | 20 | +11 |
|  | 1.   | Venezia C  | 18 | 14 | 9 | 0 | 5  | 50 | 18 | +32 |
|  | 4.   | Mestre B   | 16 | 14 | 7 | 2 | 5  | 26 | 20 | +6  |
|  | 5.   | Rovigo B   | 14 | 14 | 5 | 4 | 5  | 19 | 18 | +1  |
|  | 6.   | Ceggia     | 11 | 14 | 5 | 2 | 7  | 20 | 28 | -8  |
|  | 7.   | Adriese    | 9  | 14 | 4 | 1 | 9  | 20 | 35 | -15 |
|  | 8.   | Bassanello | 7  | 14 | 3 | 1 | 10 | 11 | 48 | -37 |

Legenda:
      Promosso in Prima Divisione
Regolamento:
Due punti a vittoria, uno a pareggio, zero a sconfitta.
Pari merito in caso di pari punti.

## Venezia Tridentina
Direttorio IV Zona (Venezia Tridentina = Trentino-Alto Adige).

## Venezia Giulia
Direttorio V Zona (Venezia Giulia).

### Girone unico

#### Squadre partecipanti
| Squadra                                        | Città (provincia)   | Stagione precedente |
| ---------------------------------------------- | ------------------- | ------------------- |
| Ampelea - D.A. Conservifici S.A. (B = riserve) | Isola d'Istria (PL) |                     |
| Dop.Az. C.R.D.A. Monfalcone (B = riserve)      | Monfalcone (TS)     |                     |
| U.S. Fiumana (B = riserve)                     | Fiume               |                     |
| G.S. Giovanni Grion (B = riserve)              | Pola                |                     |
| S.S. Ponziana (B = riserve)                    | Trieste             |                     |
| A.S. Pro Gorizia (B = riserve)                 | Gorizia             |                     |
| U.S. Triestina (C = allievi)                   | Trieste             |                     |
| A.C. Udinese (B = riserve)                     | Udine               |                     |

#### Classifica finale
|  | Pos. | Squadra           | Pt | G  | V  | N | P  | GF | GS | DR  |
|  | ---- | ----------------- | -- | -- | -- | - | -- | -- | -- | --- |
|  | 1.   | Triestina C       | 23 | 14 | 11 | 1 | 2  | 43 | 9  | +34 |
|  | 2.   | CRDA Monfalcone B | 19 | 14 | 9  | 1 | 4  | 37 | 26 | +11 |
|  | 3.   | Udinese B         | 18 | 14 | 9  | 0 | 5  | 35 | 24 | +11 |
|  | 4.   | Grion Pola B      | 16 | 14 | 7  | 2 | 5  | 22 | 23 | -1  |
|  | 5.   | Ponziana B        | 14 | 14 | 6  | 2 | 6  | 27 | 23 | +4  |
|  | 6.   | Fiumana B         | 9  | 14 | 3  | 3 | 8  | 20 | 25 | -5  |
|  | 7.   | Pro Gorizia B     | 8  | 14 | 2  | 4 | 8  | 16 | 38 | -22 |
|  | 8.   | Ampelea B         | 5  | 14 | 1  | 3 | 10 | 23 | 54 | -31 |

Legenda:
      Campione regionale giuliano.
Regolamento:
Due punti a vittoria, uno a pareggio, zero a sconfitta.
Pari merito in caso di pari punti.

## Liguria
Direttorio VI Zona (Liguria).

## Emilia
Direttorio VII Zona (Emilia).

### Girone A
| Squadra                   | Città (provincia)  | Stagione precedente |
| ------------------------- | ------------------ | ------------------- |
| S.S. Bazzano              | Bazzano (BO)       |                     |
| A.C. Correggio            | Correggio (RE)     |                     |
| Finale                    | Finale Emilia (MO) |                     |
| Parma A.S. (B=riserve)    | Parma              |                     |
| A.C. Reggiana (B=riserve) | Reggio Emilia      |                     |
| A.C. Spilamberto          | Spilamberto (MO)   |                     |

#### Classifica finale
.
|  | Pos. | Squadra       | Pt       | G | V | N | P | GF | GS | DR  |
|  | ---- | ------------- | -------- | - | - | - | - | -- | -- | --- |
|  | 1.   | Correggio     | 11       | 8 | 5 | 1 | 2 | 14 | 9  | +5  |
|  | 1.   | Spilamberto   | 11       | 8 | 5 | 1 | 2 | 17 | 12 | +5  |
|  | 3.   | Reggiana B    | 10       | 8 | 5 | 0 | 3 | 17 | 9  | +8  |
|  | 4.   | Bazzano       | 5        | 8 | 2 | 1 | 5 | 9  | 11 | -2  |
|  | 5.   | Finale Emilia | 3        | 8 | 1 | 1 | 6 | 7  | 22 | -15 |
|  | --   | Parma B       | Ritirato |   |   |   |   |    |    |     |

Legenda:
      Ammesso alle finali regionali.
      Successivamente ammesso in Prima Divisione.
Regolamento:
Due punti a vittoria, uno a pareggio, zero a sconfitta.
Pari merito in caso di pari punti.

### Girone B
| Squadra                    | Città (provincia)      | Stagione precedente |
| -------------------------- | ---------------------- | ------------------- |
| Baricella                  | Baricella (BO)         |                     |
| U.S. Bondenese             | Bondeno (FE)           |                     |
| A.G.C. Budrio (B=riserve)  | Budrio (BO)            |                     |
| Dop. Malalberghese         | Malalbergo (BO)        |                     |
| Pol. Molinella (B=riserve) | Molinella (BO)         |                     |
| S.S. Panigal               | Bologna-Borgo Panigale |                     |
| Sant'Agostino              | Sant'Agostino (FE)     |                     |
| F.G.C. Sermide             | Sermide (MN)           |                     |

#### Classifica finale
|  | Pos. | Squadra        | Pt | G  | V  | N | P | GF | GS | DR  |
|  | ---- | -------------- | -- | -- | -- | - | - | -- | -- | --- |
|  | 1.   | Sermide        | 24 | 14 | 11 | 2 | 1 | 51 | 20 | +31 |
|  | 2.   | Sant'Agostino  | 20 | 14 | 9  | 2 | 3 | 33 | 15 | +16 |
|  | 3.   | Bondeno        | 15 | 14 | 4  | 7 | 3 | 26 | 24 | +2  |
|  | 4.   | Panigal        | 13 | 14 | 5  | 3 | 6 | 26 | 26 | -5  |
|  | 4.   | Budrio         | 13 | 14 | 5  | 3 | 6 | 22 | 28 | -6  |
|  | 6.   | Malalberghese  | 10 | 14 | 3  | 4 | 7 | 20 | 33 | -13 |
|  | 7.   | Baricella (-2) | 8  | 14 | 4  | 2 | 8 | 20 | 26 | -6  |
|  | 8.   | Molinella B    | 7  | 14 | 2  | 3 | 9 | 18 | 41 | -23 |

Legenda:
      Ammesso alle finali regionali.
      Successivamente ammesso in Prima Divisione.
Regolamento:
Due punti a vittoria, uno a pareggio, zero a sconfitta.
Pari merito in caso di pari punti.
Note:
Baricella ha scontato 2 punti di penalizzazione in classifica per due rinunce.

### Girone C

#### Squadre partecipanti
| Squadra                           | Città (provincia)    | Stagione precedente |
| --------------------------------- | -------------------- | ------------------- |
| F.G.C. Castelbolognese Sez.Calcio | Castelbolognese (RA) |                     |
| Dop. Ferroviario Rimini           | Rimini (FO)          |                     |
| A.S. Forlì (B = riserve)          | Forlì                |                     |
| U.S. Forlimpopoli (B = riserve)   | Forlimpopoli (FO)    |                     |
| U.S. Libertas (B = riserve)       | Rimini (FO)          |                     |
| A.C. Ravenna (B = riserve)        | Ravenna              |                     |

#### Classifica finale
|  | Pos. | Squadra           | Pt | G  | V | N | P | GF | GS | DR |
|  | ---- | ----------------- | -- | -- | - | - | - | -- | -- | -- |
|  | ?.   | Ferroviario       | ?? | ?? |   |   |   |    |    |    |
|  | ?.   | Forlì B           | ?? | ?? |   |   |   |    |    |    |
|  | ?.   | Castelbolognese   | ?? | ?? |   |   |   |    |    |    |
|  | ?.   | Forlimpopoli B    | ?? | ?? |   |   |   |    |    |    |
|  | ?.   | Ravenna B         | ?? | ?? |   |   |   |    |    |    |
|  | ?.   | Libertas Rimini B | ?? | ?? |   |   |   |    |    |    |

Legenda:
      Ammesso alle finali regionali.
      Successivamente ammesso in Prima Divisione.
Regolamento:
Due punti a vittoria, uno a pareggio, zero a sconfitta.
Pari merito in caso di pari punti.

### Girone finale
|  | Pos. | Squadra       | Pt       | G | V | N | P | GF | GS | DR  |
|  | ---- | ------------- | -------- | - | - | - | - | -- | -- | --- |
|  | 1.   | Sermide.      | 12       | 8 | 6 | 0 | 2 | 26 | 14 | +12 |
|  | 2.   | Spilamberto   | 10       | 8 | 5 | 0 | 3 | 16 | 10 | +6  |
|  | 3.   | Correggio     | 8        | 8 | 3 | 2 | 3 | 14 | 11 | +3  |
|  | 4.   | Ferroviario   | 6        | 8 | 2 | 2 | 4 | 12 | 22 | -10 |
|  | 5.   | Sant'Agostino | 4        | 8 | 1 | 2 | 5 | 8  | 19 | -11 |
|  | --   | Forlì B       | Ritirato |   |   |   |   |    |    |     |

Legenda:
      Campione regionale emiliano.
      Successivamente ammesso in Prima Divisione.
Regolamento:
Due punti a vittoria, uno a pareggio, zero a sconfitta.
Pari merito in caso di pari punti.
Note:
La partita Dopolavoro Ferroviario Rimini-Spilamberto fu recuperata il 29 maggio 1938, quando gli esiti erano già definitivi
Il Forlì B rinuncia alle finali.

## Toscana
Direttorio VIII Zona (Toscana).

### Girone A
| Squadra                                     | Città (provincia)          | Stagione precedente |
| ------------------------------------------- | -------------------------- | ------------------- |
| U.S. Elbana                                 | Portoferraio (LI)          |                     |
| U.S. Grosseto (B=riserve)                   | Grosseto                   |                     |
| U.S. Pietrasanta                            | Marina di Pietrasanta (LU) |                     |
| G.I.L. Sarzana                              | Sarzana (SP)               |                     |
| U.S. Sempre Avanti (B=riserve)              | Piombino (LI)              |                     |
| U.S. Vezio Parducci Viareggio (B = riserve) | Viareggio (LU)             |                     |

- Elbana e G.I.L. Sarzana sono ammesse alle finali per la promozione.

### Girone B
| Squadra                           | Città (provincia)     | Stagione precedente |
| --------------------------------- | --------------------- | ------------------- |
| U.S. Borgo a Buggiano             | Borgo a Buggiano (PT) |                     |
| Dopolavoro Empolese (B = riserve) | Empoli (FI)           |                     |
| U.S. Monsummanese                 | Monsummano (PT)       |                     |
| U.S. Pontedera (B=riserve)        | Pontedera (PI)        |                     |
| Dop. S.A.F.F.A. (B=riserve)       | Fucecchio (FI)        |                     |
| San Miniato                       | San Miniato (PI)      |                     |

#### Classifica finale
- Borgo a Buggiano e Monsummano sono ammesse alle finali per la promozione.
- Empolese B ammesso alle finali delle riserve.

### Girone C
| Squadra                        | Città (provincia)      | Stagione precedente |
| ------------------------------ | ---------------------- | ------------------- |
| P.G. Fortis Juventus           | Borgo San Lorenzo (FI) |                     |
| S.C. Avanguardia               | Campi Bisenzio (FI)    |                     |
| C.S.F. Peretola                | Firenze-Peretola       |                     |
| A.C. Prato (B = riserve)       | Prato (FI)             |                     |
| S.S. delle Signe (B = riserve) | Signa (FI)             |                     |
| A.C. Siena (B = riserve)       | Siena                  |                     |

- Campi Bisenzio e Peretola sono ammesse alle finali per la promozione.
- Prato B ammesso alle finali delle riserve (per rinuncia del Signe B).

### Girone finale promuovende
- U.S. Borgo a Buggiano, Borgo a Buggiano
- Campi Bisenzio
- U.S. Elbana, Portoferraio
- Monsummano
- C.S.F. Peretola, Peretola
- G.I.L. Sarzana, Sarzana

Verdetti
- G.I.L. Sarzana ammessa alla finale.

### Girone finale riserve
- Dopolavoro Empolese (B=riserve), Empoli
- A.C. Prato (B=riserve), Prato

Verdetti
- Prato B ammessa alla finale.

### Finale
|             | Risultati |             | Luogo e data           |
| ----------- | --------- | ----------- | ---------------------- |
| GIL Sarzana | 0-0       | Prato B     | Sarzana, 5 giugno 1938 |
| Prato B     | 2-0       | GIL Sarzana | Prato, 12 giugno 1938  |
|             |           |             |                        |

- Prato B campione regionale toscano di Seconda Divisione 1937-1938.

## Marche
Direttorio IX Zona (Marche).

### Girone A

#### Squadre partecipanti
| Squadra                                    | Città (provincia)        | Stagione precedente |
| ------------------------------------------ | ------------------------ | ------------------- |
| U.S. Anconitana-Bianchi (C = allievi)      | Ancona                   |                     |
| S.S. Enzo Andreanelli                      | Ancona                   |                     |
| Angelini e Ferranti                        | Ancona                   |                     |
| G.I.L. Comando Fascio Giovanile Falconara  | Falconara Marittima (AN) |                     |
| A.S. Jesi (B = riserve)                    | Jesi (AN)                |                     |
| Comando Giovani Fascisti G.I.L. Senigallia | Senigallia (AN)          |                     |

#### Classifica finale
Verdetti
- Anconitana-Bianchi C e Andreanelli sono ammesse alle finali.

### Girone B

#### Squadre partecipanti
| Squadra                                            | Città (provincia) | Stagione precedente |
| -------------------------------------------------- | ----------------- | ------------------- |
| S.P. del Littorio Alma Juventus Fano (B = riserve) | Fano (PS)         |                     |
| F.G. Convitto Nazionale Rolfi                      | Fano (PS)         |                     |
| F.G.C. Pergola                                     | Pergola (PS)      |                     |
| F.G.C. Urbino                                      | Urbino            |                     |
| VII Legione Fascio Giovanile                       | Cagli (PS)        |                     |

#### Classifica finale
- VII Legione Fascio Giovanile ammessa alle finali.

### Girone C

#### Squadre partecipanti
| Squadra                     | Città (provincia) | Stagione precedente |
| --------------------------- | ----------------- | ------------------- |
| Nova Camera                 | Camerino (MC)     |                     |
| S.S. Fabriano (B = riserve) | Fabriano (AN)     |                     |
| A.C. Macerata (B = riserve) | Macerata          |                     |
| S.S. Matelica               | Matelica (MC)     |                     |
| G.I.L. Recanati             | Recanati (MC)     |                     |
| U.S. Tolentino              | Tolentino (MC)    |                     |

Verdetti
- Matelica e Tolentino ammesse alle finali.

### Girone D

#### Squadre partecipanti
| Squadra                                | Città (provincia)             | Stagione precedente |
| -------------------------------------- | ----------------------------- | ------------------- |
| S.S. Ascoli (B = riserve)              | Ascoli Piceno                 |                     |
| F.G.C. Sant'Elpidio                    | Sant'Elpidio a Mare (AP)      |                     |
| G.I.L. (Comando Giovani Fascisti) (-1) | Fermo (AP)                    |                     |
| S.S. Osimana                           | Osimo (AN)                    |                     |
| S.S. Portocivitanova                   | Porto Civitanova (MC)         |                     |
| S.S. Sambenedettese (B=riserve)        | San Benedetto del Tronto (AP) |                     |

#### Classifica finale
- G.I.L. Fermo ammessa alle finali.

### Girone finale

#### Classifica finale
- U.S. Anconitana-Bianchi (C=allievi), Ancona
- S.S. Enzo Andreanelli, Ancona
- VII Legione Fascio Giovanile, Cagli
- G.I.L. (Comando Giovani Fascisti), Fermo
- S.S. Matelica, Matelica
- U.S. Tolentino, Tolentino

#### Verdetti
- Il Matelica è campione marchigiano di II Divisione.

## Umbria
Direttorio X Zona (Umbria).

## Lazio
Direttorio XI Zona (Lazio).

### Girone A

#### Squadre partecipanti
| Squadra                            | Città (provincia)       | Stagione precedente |
| ---------------------------------- | ----------------------- | ------------------- |
| Casse di Risparmio                 | Roma                    |                     |
| U.S. Civitavecchiese (B = riserve) | Civitavecchia (RM)      |                     |
| Comando Federale G.I.L. Viterbo    | Viterbo                 |                     |
| S.G.S. Fortitudo                   | Roma                    |                     |
| O.N.D. G.S. Giovinezza             | Civitavecchia (RM)      |                     |
| G.U.F. Roma                        | Roma                    |                     |
| G.S. Dop. M.A.T.E.R. (B = riserve) | Roma                    |                     |
| S.S. Maremmana                     | Montalto di Castro (VT) |                     |

#### Classifica finale
|  | Pos. | Squadra            | Pt | G  | V | N | P  | GF | GS | DR  |
|  | ---- | ------------------ | -- | -- | - | - | -- | -- | -- | --- |
|  | 1.   | MATER B            | 21 | 14 | 9 | 3 | 2  | 30 | 13 | +17 |
|  | 2.   | Casse di Risparmio | 20 | 14 | 8 | 4 | 2  | 34 | 14 | +20 |
|  | 3.   | G.I.L. Viterbo     | 18 | 14 | 8 | 2 | 4  | 24 | 18 | +6  |
|  | 4.   | Giovinezza         | 14 | 14 | 5 | 4 | 5  | 14 | 13 | +1  |
|  | 4.   | Civitavecchiese B  | 14 | 14 | 4 | 6 | 4  | 17 | 15 | +2  |
|  | 6.   | G.U.F. Roma        | 11 | 14 | 5 | 1 | 8  | 14 | 22 | -8  |
|  | 7.   | Maremmana          | 10 | 14 | 3 | 4 | 7  | 6  | 18 | -12 |
|  | 8.   | Fortitudo          | 4  | 14 | 1 | 2 | 11 | 9  | 35 | -26 |

Legenda:
      Ammesso alle finali regionali.
      Successivamente ammesso in Prima Divisione.
Regolamento:
Due punti a vittoria, uno a pareggio, zero a sconfitta.
Pari merito in caso di pari punti.

### Girone B

#### Squadre partecipanti
| Squadra                              | Città (provincia)   | Stagione precedente |
| ------------------------------------ | ------------------- | ------------------- |
| A.S. Alba                            | Roma                |                     |
| A.S. Ardita-Frecce Nere              | Roma-San Lorenzo    |                     |
| G.S. Atlantica-Trasteverini          | Roma                |                     |
| G.A. B.P.D.                          | Colleferro (RM)     |                     |
| Fortitudo Nova                       | Roma                |                     |
| U.S.F. Isola Liri                    | Isola del Liri (FR) |                     |
| G.S. Istituto Case Popolari (I.C.P.) | Roma-Garbatella     |                     |
| S.S. Juventus                        | Roma                |                     |

#### Classifica finale
|  | Pos. | Squadra                | Pt       | G  | V | N | P  | GF | GS | DR  |
|  | ---- | ---------------------- | -------- | -- | - | - | -- | -- | -- | --- |
|  | 1.   | Isola Liri             | 21       | 13 | 9 | 3 | 1  | 32 | 9  | +23 |
|  | 2.   | Alba Roma              | 20       | 13 | 8 | 4 | 1  | 28 | 11 | +17 |
|  | 3.   | I.C.P.                 | 15       | 13 | 6 | 3 | 4  | 17 | 17 | 0   |
|  | 4.   | Ardita-Frecce Nere     | 14       | 13 | 6 | 2 | 5  | 17 | 19 | -2  |
|  | 5.   | BPD Colleferro         | 12       | 13 | 5 | 2 | 6  | 19 | 21 | -2  |
|  | 6.   | Fortitudo Nova (-1)    | 8        | 13 | 3 | 3 | 7  | 10 | 16 | -6  |
|  | 7.   | Juventus Roma          | 3        | 13 | 0 | 3 | 10 | 10 | 30 | -20 |
|  | --   | Atlantica-Trasteverini | Ritirata |    |   |   |    |    |    |     |

Legenda:
      Ammesso alle finali regionali.
Regolamento:
Due punti a vittoria, uno a pareggio, zero a sconfitta.
Pari merito in caso di pari punti.
Note:
Fortitudo Nova ha scontato 1 punto di penalizzazione in classifica per una rinuncia.

### Girone finale
|  | Pos. | Squadra            | Pt | G | V | N | P | GF | GS | DR |
|  | ---- | ------------------ | -- | - | - | - | - | -- | -- | -- |
|  | 1.   | MATER B            | 7  | 6 | 3 | 1 | 2 | 7  | 6  | +1 |
|  | 2.   | Casse di Risparmio | 7  | 6 | 3 | 1 | 2 | 6  | 5  | +1 |
|  | 3.   | I.C.P.             | 6  | 6 | 2 | 2 | 2 | 8  | 8  | 0  |
|  | 4.   | Alba Roma          | 4  | 6 | 0 | 4 | 2 | 4  | 6  | -2 |

Legenda:
      Va allo spareggio per il titolo.
Regolamento:
Due punti a vittoria, uno a pareggio, zero a sconfitta.
Pari merito in caso di pari punti.

#### Spareggio per il titolo regionale
|           | Risultato |       | Luogo e data        |
| --------- | --------- | ----- | ------------------- |
| Risparmio | 0 - 5     | MATER | Roma, 5 giugno 1938 |
|           |           |       |                     |

- M.A.T.E.R. B campione regionale laziale di Seconda Divisione 1937-1938.

## Abruzzi
Direttorio XII Zona (Abruzzi).

## Campania
Direttorio XIII Zona (Campania).

### Girone A

#### Squadre partecipanti
| Squadra            | Città (provincia)          | Stagione precedente |
| ------------------ | -------------------------- | ------------------- |
| Afragolese         | Afragola (NA)              |                     |
| U.S.F. Caivanese   | Caivano (NA)               |                     |
| Frattese           | Frattamaggiore (NA)        |                     |
| F.G. Giugliano     | Giugliano in Campania (NA) |                     |
| U.S.F. Maddalonese | Maddaloni (CE)             |                     |

#### Classifica finale
- Afragolese, Caivanese e Frattese sono ammesse alle finali per la promozione.

### Girone B

#### Squadre partecipanti
| Squadra                                         | Città (provincia)              | Stagione precedente |
| ----------------------------------------------- | ------------------------------ | ------------------- |
| F.G.C. Angri                                    | Angri (SA)                     |                     |
| G.U.F. Avellino                                 | Avellino                       |                     |
| U.S. Bagnolese (B = riserve)                    | Napoli-Bagnoli                 |                     |
| F.G.C. Pompei                                   | Pompei (NA)                    |                     |
| S.S.F. Sangiovannese                            | Napoli-San Giovanni a Teduccio |                     |
| A.C. Spolettificio Torre Annunziata (B=riserve) | Torre Annunziata (NA)          |                     |
| A.C. Stabia (B = riserve)                       | Castellammare di Stabia (NA)   |                     |

#### Classifica finale
- Bagnolese B, Pompei e Sangiovannese sono ammesse alle finali per la promozione.

### Girone finale
- Afragolese, Afragola
- U.S. Bagnolese (B=riserve), Napoli-Bagnoli
- Caivanese, Caivano
- Frattese, Frattamaggiore
- F.G.C. Pompei, Pompei
- S.S.F. Sangiovannese, Napoli-San Giovanni a Teduccio

## Puglia
Direttorio XIV Zona (Puglia).

### Girone A

#### Squadre partecipanti
| Squadra                         | Città (provincia) | Stagione precedente |
| ------------------------------- | ----------------- | ------------------- |
| O.N.D. Andria                   | Andria (BA)       |                     |
| S.S. Armando Diaz (B = riserve) | Bisceglie (BA)    |                     |
| U.S. Bitonto                    | Bitonto (BA)      |                     |
| U.S. Cavour (B = riserve)       | Trani (BA)        |                     |
| S.S. Impero                     | Corato (BA)       |                     |
| A.S. Molfetta (B = riserve)     | Molfetta (BA)     |                     |

#### Classifica finale
|  | Pos. | Squadra        | Pt       | G | V | N | P | GF | GS | DR  |
|  | ---- | -------------- | -------- | - | - | - | - | -- | -- | --- |
|  | 1.   | Molfetta B     | 12       | 8 | 6 | 0 | 2 | 19 | 7  | +12 |
|  | 2.   | Bitonto        | 11       | 8 | 5 | 1 | 2 | 14 | 6  | +8  |
|  | 3.   | Armando Diaz B | 10       | 8 | 4 | 2 | 2 | 12 | 10 | +2  |
|  | 4.   | Andria         | 4        | 8 | 1 | 2 | 5 | 8  | 18 | -10 |
|  | 5.   | Impero         | 3        | 8 | 1 | 1 | 6 | 4  | 16 | -12 |
|  | --   | Cavour B       | Ritirato |   |   |   |   |    |    |     |

Legenda:
      Ammesso alle finali regionali.
Regolamento:
Due punti a vittoria, uno a pareggio, zero a sconfitta.
Pari merito in caso di pari punti.

### Girone B

#### Squadre partecipanti
| Squadra                 | Città (provincia)      | Stagione precedente |
| ----------------------- | ---------------------- | ------------------- |
| U.S. Bari (C = allievi) | Bari                   |                     |
| O.N.D. Castellana       | Castellana Grotte (BA) |                     |
| S.S. G.I.L. Modugno     | Modugno (BA)           |                     |
| F.G.C. di Noicattaro    | Noicattaro (BA)        |                     |
| O.N.D. Palo del Colle   | Palo del Colle (BA)    |                     |
| G.I.L. Triggiano        | Triggiano (BA)         |                     |

#### Classifica finale
|  | Pos. | Squadra                  | Pt | G  | V | N | P | GF | GS | DR  |
|  | ---- | ------------------------ | -- | -- | - | - | - | -- | -- | --- |
|  | 1.   | Bari C                   | 15 | 10 | 6 | 3 | 1 | 32 | 7  | +25 |
|  | 1.   | Palo                     | 15 | 10 | 6 | 3 | 1 | 25 | 5  | +20 |
|  | 3.   | G.I.L. Modugno           | 14 | 10 | 6 | 2 | 2 | 28 | 9  | +19 |
|  | 4.   | Castellana (-1)          | 7  | 10 | 3 | 2 | 5 | 18 | 19 | -1  |
|  | 4.   | G.I.L. Triggiano         | 7  | 10 | 2 | 3 | 5 | 7  | 16 | -9  |
|  | 6.   | F.G.C di Noicattaro (-1) | 0  | 10 | 0 | 1 | 9 | 8  | 62 | -54 |

Legenda:
      Ammesso alle finali regionali.
Regolamento:
Due punti a vittoria, uno a pareggio, zero a sconfitta.
Pari merito in caso di pari punti.
Note:
Castellana e FGC Noicattaro hanno scontato 1 punto di penalizzazione in classifica per una rinuncia.

#### Spareggio per il primo posto in classifica
|        | Risultato |      | Luogo e data          |
| ------ | --------- | ---- | --------------------- |
| Bari C | 1 - 0     | Palo | Modugno, 6 marzo 1938 |
|        |           |      |                       |

### Girone C
| Squadra                      | Città (provincia)          | Stagione precedente |
| ---------------------------- | -------------------------- | ------------------- |
| A.S. Brindisi (B = riserve)  | Brindisi                   |                     |
| A.S. Francavilla Fontana     | Francavilla Fontana (BR)   |                     |
| O.N.D. Manduria              | Manduria (TA)              |                     |
| O.N.D. San Vito dei Normanni | San Vito dei Normanni (BR) |                     |

#### Classifica finale
|  | Pos. | Squadra     | Pt | G | V | N | P | GF | GS | DR |
|  | ---- | ----------- | -- | - | - | - | - | -- | -- | -- |
|  | 1.   | Brindisi B  | 10 | 6 | 4 | 2 | 0 | 12 | 3  | +9 |
|  | 2.   | San Vito    | 7  | 6 | 3 | 1 | 2 | 16 | 11 | +5 |
|  | 3.   | Manduria    | 4  | 6 | 2 | 0 | 4 | 10 | 15 | -5 |
|  | 4.   | Francavilla | 3  | 6 | 1 | 1 | 4 | 9  | 18 | -9 |

Legenda:
      Ammesso alle finali regionali.
Regolamento:
Due punti a vittoria, uno a pareggio, zero a sconfitta.
Pari merito in caso di pari punti.

### Girone finale

#### Classifica finale
|  | Pos. | Squadra    | Pt | G | V | N | P | GF | GS | DR  |
|  | ---- | ---------- | -- | - | - | - | - | -- | -- | --- |
|  | 1.   | Palo       | 9  | 6 | 4 | 1 | 1 | 13 | 11 | +2  |
|  | 1.   | Bari C     | 9  | 6 | 4 | 1 | 1 | 17 | 5  | +12 |
|  | 3.   | Molfetta B | 4  | 6 | 2 | 0 | 4 | 10 | 15 | -5  |
|  | 4.   | Bitonto    | 2  | 6 | 1 | 0 | 5 | 10 | 18 | -8  |

Legenda:
      Va allo spareggio per il titolo.
Regolamento:
Due punti a vittoria, uno a pareggio, zero a sconfitta.
A parità di punti classificate con il miglior quoziente reti.

#### Spareggio per il titolo regionale
|        | Risultato |      | Luogo e data            |
| ------ | --------- | ---- | ----------------------- |
| Bari C | 0 - 1     | Palo | Modugno, 1º maggio 1938 |
|        |           |      |                         |

- Palo campione regionale pugliese di Seconda Divisione 1937-1938.

Direttorio XV Zona (Lucania).
Non fu organizzato alcun campionato a livello regionale.
La F.I.G.C. non nominò alcun dirigente federale, neanche in veste di Commissario Straordinario.
Le società che la stagione precedente avevano svolto attività sportiva con i due Direttori Locali Sezione Propaganda di Potenza e Matera furono aggregati al Direttorio XIII Zona (Campania) quelle di Potenza, mentre quelle di Matera furono aggregate al Direttorio XIV Zona (Puglia).

## Calabria
Direttorio XVI Zona (Calabria).

## Sicilia
Direttorio XVII Zona (Sicilia).

### Girone unico

#### Squadre partecipanti
| Squadra                   | Città (provincia)               | Stagione precedente |
| ------------------------- | ------------------------------- | ------------------- |
| A.C. Gloria (B = riserve) | Palermo                         |                     |
| G.U.F. Palermo            | Palermo                         |                     |
| Imera                     | Termini Imerese (PA)            |                     |
| A.C. Itala                | Bagheria (PA)                   |                     |
| U.S. Juventina Palermo    | Palermo                         |                     |
| F.G.C. Porticello         | Porticello di Santa Flavia (PA) |                     |
| Portuale                  | Palermo                         |                     |
| Dop. Postelegrafonici     | Palermo                         |                     |

#### Classifica finale
|  | Pos. | Squadra           | Pt | G  | V | N | P  | GF | GS | DR  |
|  | ---- | ----------------- | -- | -- | - | - | -- | -- | -- | --- |
|  | 1.   | Postelegrafonici  | 20 | 14 | 6 | 8 | 0  | 28 | 14 | +14 |
|  | 2.   | Juventina Palermo | 18 | 14 | 7 | 4 | 3  | 30 | 13 | +17 |
|  | 3.   | Portuale          | 17 | 14 | 8 | 1 | 5  | 25 | 17 | +8  |
|  | 3.   | Itala Bagheria    | 17 | 14 | 6 | 5 | 3  | 21 | 15 | +6  |
|  | 5.   | Termini           | 16 | 14 | 6 | 4 | 4  | 19 | 19 | 0   |
|  | 6.   | Gloria            | 14 | 14 | 5 | 4 | 5  | 21 | 20 | +1  |
|  | 7.   | GUF Palermo       | 9  | 14 | 3 | 3 | 8  | 18 | 31 | -13 |
|  | 8.   | Porticello (-1)   | 0  | 14 | 0 | 1 | 13 | 7  | 42 | -35 |

Legenda:
      Campione regionale siciliano.
Regolamento:
Due punti a vittoria, uno a pareggio, zero a sconfitta.
Pari merito in caso di pari punti.
Note:
Porticello ha scontato 1 punto di penalizzazione in classifica per una rinuncia.

## Tripolitania
Direttorio XIX Zona (Tripolitania).

### Girone unico

#### Squadre partecipanti
| Squadra              | Città (provincia) | Stagione precedente |
| -------------------- | ----------------- | ------------------- |
| Dop. A.T.I.          | Tigrìnna (Garian) |                     |
| G.A.L. (B = riserve) | Tripoli           |                     |
| G.I.L. (B = riserve) | Tripoli           |                     |
| Sabauda              | Tripoli           |                     |
| Sussistenza          | Tripoli           |                     |
| U.S. Tripolina       | Tripoli           |                     |

## Cirenaica
Direttorio XX Zona (Cirenaica).

## Somalia
Direttorio XXI Zona (Somalia).

## Egeo-Rodi
Direttorio XXII Zona (Egeo).

## Eritrea
Direttorio XXIII Zona (Eritrea).

### Girone unico

#### Squadre partecipanti
| Squadra                                     | Città (provincia) | Stagione precedente |
| ------------------------------------------- | ----------------- | ------------------- |
| G.S. 175ª Compagnia Radio Genio (B=riserve) | Asmara            |                     |
| Aerobase                                    |                   |                     |
| G.S. Capronia                               |                   |                     |
| Dop. Gondrand                               |                   |                     |
| Zuco                                        |                   |                     |